# Menhir de Haute-Lande
Le menhir de Haute-Lande est un menhir situé aux Sorinières, dans le département de la Loire-Atlantique.

## Historique
Le monument est inscrit au titre des monuments historiques en 1960.